# Lupe Hernández
Lupe Hernández est un personnage vraisemblablement fictif, protagoniste d'une légende urbaine qui fait d'elle l'inventrice de la solution hydroalcoolique.
D'après cette légende, Hernández était étudiante infirmière à Bakersfield (Californie) en 1966 lorsqu'elle a mis au point le gel hydroalcoolique pour faire face à un manque d'eau chaude et de savon, et a déposé un brevet sur sa découverte. L'histoire est parfois accompagnée de la photographie d'une femme nommée Lupe Hernández qui a vécu dans le Wyoming et le Colorado et non en Californie, et qui n'avait que 13 ans en 1966. Bien que Lupe soit un prénom féminin (diminutif de Guadalupe), une petite minorité de versions de la légende fait de Lupe Hernández un homme. 
La première apparition de l'histoire dans un média grand public est un article du Guardian mis en ligne le 13 mai 2012. Elle est reprise en 2019 par un manuel pour infirmières. Elle gagne en popularité en 2020 lors de la pandémie de Covid-19 qui accroît considérablement l'intérêt du grand public pour la solution hydroalcoolique, et elle alimente la fierté de la communauté latino des États-Unis.
De nombreux journalistes se rendent alors à Bakersfield pour enquêter sur l'inventrice supposée. Ils ne trouvent pas de trace d'elle dans les archives locales.
La paternité réelle de l'invention fait l'objet d'un débat. Elle est tantôt attribuée au médecin Peter Kalmár et au chimiste Rolf Steinhagen, tantôt aux médecins William Griffiths et Didier Pittet, tantôt à l'industriel Gojo Industries.